# ブレーンバスター

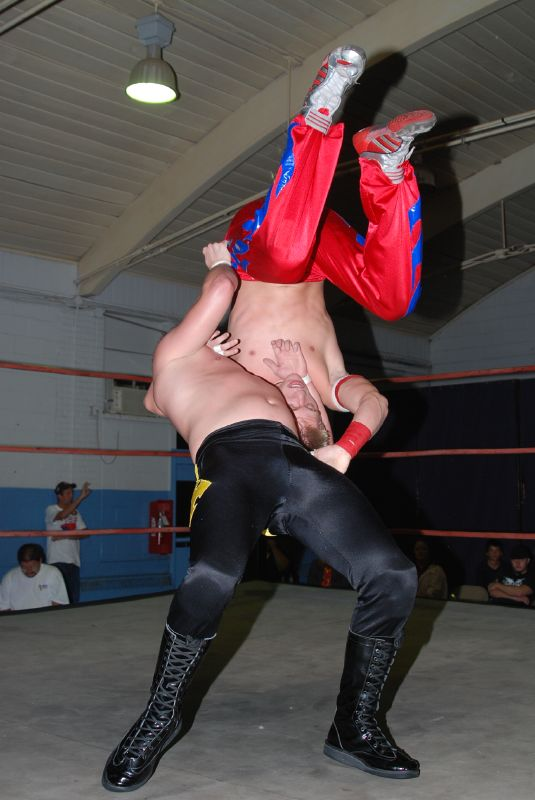
垂直落下式ブレーンバスター。

ブレーンバスター（英語: Brainbuster）は、プロレス技の一種である。日本名は脳天砕き（のうてんくだき）。多くの派生技が存在する。
かつてはブレーンバスターをパイルドライバー、バックドロップ、ジャーマン・スープレックスと並ぶ四大必殺技と形容することもあった。

## 歴史
ブレーンバスターの開発者は1950年代にデビューしたキラー・カール・コックスとされる。アメリカ南部でコックスと抗争していたディック・マードックも名手として名を馳せた。両者共に頭部を下にした体勢から垂直に落とす技だから「ブレーンバスター」、「脳天砕き」という名称になった。
1990年代前半にプロレス界で垂直落下式ブレーンバスターと呼ばれた技は垂直に近い角度で落とす点で共通しているものの厳密にいえば、コックスやマードックが使用していた技とはフォームなどが若干異なる。彼等のブレーンバスターは自身は完全に倒れ込まず、尻餅をつくような体勢になりながら相手を落とす。対して垂直落下式ブレーンバスターと呼ばれた技は受身をとり易く改良された技。コックスやマードックが使用したブレーンバスターおよび、それとほぼ同型のものを元祖ブレーンバスター（オリジナル・ブレーンバスター）と呼んで垂直落下式と区別する場合もある。例として小橋建太はコックスらと同型のブレーンバスターをリアル・ブレーンバスターと称して通常のものと使い分けている。また、テレビゲームなどでも同様の例がある（詳しくは後述の「追記」を参照）。
一方、相手を背面から投げ落とす形のブレーンバスターの開発者は1956年デビューのサイクロン・ネグロであるとされる。垂直落下式ブレーンバスターは危険性が大きいが反り投げ式は見た目が派手でマットに叩きつけたときの音も大きく、なおかつ安全であるなどの理由から、この方式が広く普及したといわれている。反り投げ式ブレーンバスターは多くのレスラーが得意技として用いられていた。反り投げ式ブレーンバスターは試合序盤から中盤で出される繋ぎ技、痛め技として用いられている。

## フォーム
両フォームに共通だが技を掛ける際に受け手と掛け手の組み方が全く同じになるため、相手に投げ返される事もある。
バーティカル・スープレックス（Vertical Suplex）
海外ではこの名称で区別している。立っている相手の正面に立ち、相手を前屈みにさせて（レスリングでの「がぶり」の体勢）相手の頭部を自分の脇に抱え込み、もう片方の腕で相手のタイツを持って、相手の身体が逆になるよう真上に持ち上げる。ここから相手を後ろに投げ、相手の背面を叩きつける。相手は背面全体で受け身を取る。
垂直落下式ブレーンバスター
相手を逆さまに抱え上げるまでは同じである。そこから相手をリングに対してほぼ垂直になるよう抱えた状態のまま、自ら後方へと倒れ、相手の後頭部を叩きつける。
オリジナルブレーンバスターは落とす時に違いがあり、自分が後方へ倒れるのでなく尻餅を着くような姿勢となりながら相手の背中の上部をマットへ叩き付ける。

## 返し方
- 組まれた際に踏ん張り、逆にブレーンバスターを仕掛ける。とくに巨漢レスラーが軽量級レスラーを投げようとして逆に投げられたり、2人がかりで巨漢レスラーを投げようとして逆に2人まとめて投げられるなどといった、お約束的なムーブも生まれている。
- 空いた片腕で相手の腹をパンチして逃れる。
- 頂点まで持ち上げられたあと体を軽く捻って脱出してバックドロップ、ジャーマン・スープレックス、スリーパー・ホールドなどで反撃する。
- 藤原喜明は脇固めで切り返していた。
- PACは上空で相手のロックを抜け出して、そのまま体を空中で前方へと半回転してウラカン・ラナで切り返していた。

ブレーンバスターをこらえたあと両者が組み合ったまま力比べに移行する様はファンに古くから好まれている見せ場の1つである。

## バリエーション

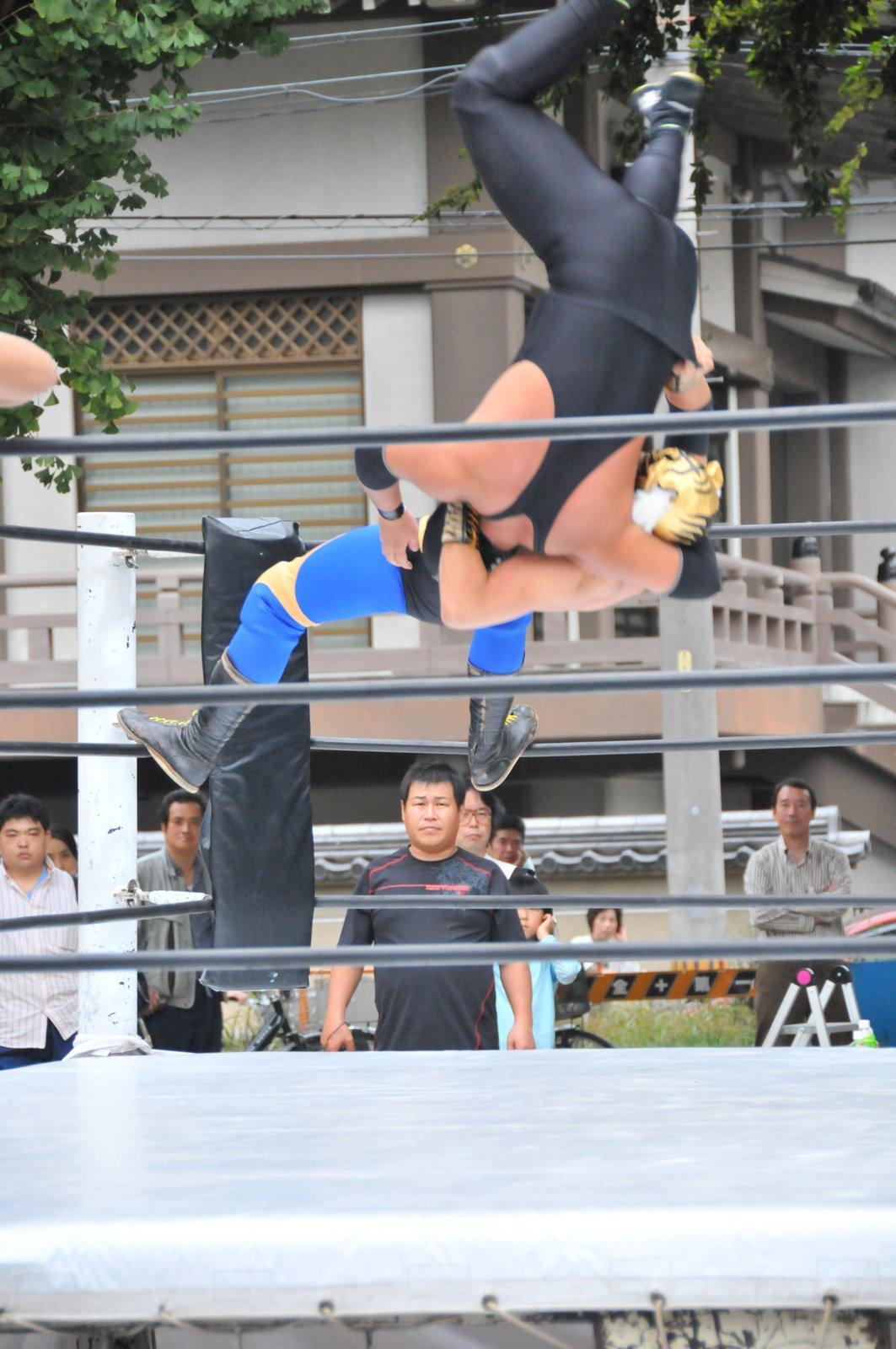
セカンドロープから仕掛ける雪崩式ブレーンバスター。

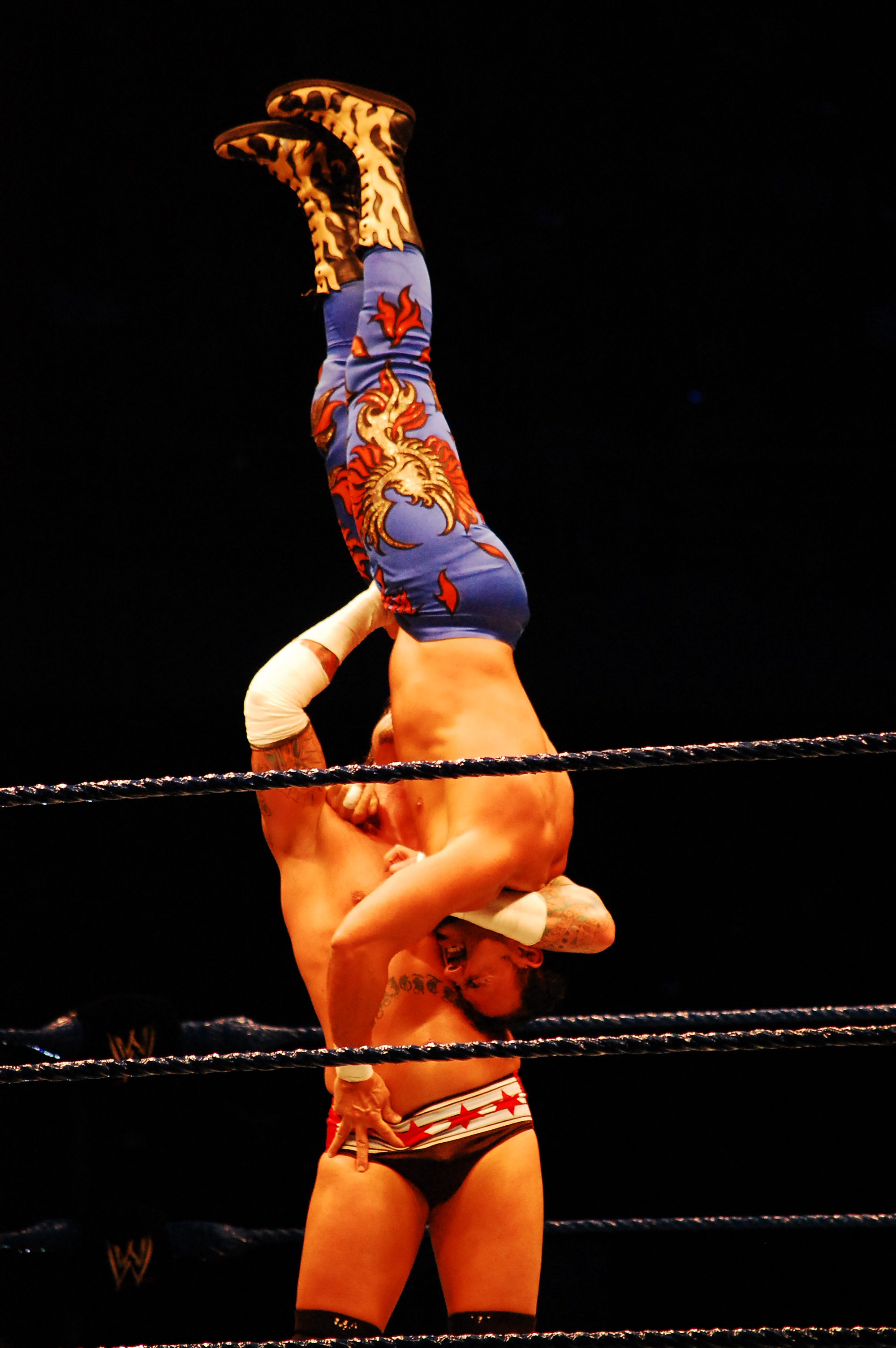
ブレーンバスターで持ち上げて一旦静止した状態。

ブレーンバスター・ホールド
ブレーンバスターで投げた後、相手の体を離さずそのままブリッジするような体勢になり、相手をフォールする。後にあまり使用者はいなくなった。
雪崩式ブレーンバスター
スーパーD（スーパー・デストロイヤー）ことスコット・アーウィンが考案者とされており、海外ではスーパープレックスと呼ばれている。相手をコーナーポスト上に座らせた状態から投げる。
この技を日本で初めて披露したのは阿修羅・原である（1981年4月18日、アメリカ武者修行からの帰国第1戦である対スティーブ・オルソノスキー戦で初公開。原は当時アーウィンが主戦場としていたミッドサウス地区のMSWAに遠征していた）。
他の主な使い手はカウボーイ・ボブ・オートン、ビル・アーウィン、ハーキュリーズ、バリー・ウインダム、レザーフェイス（テキサス・マサカーの名称で使用）、クリス・キャンディード、AJスタイルズ、ボビー・ラシュリー、ランディ・オートン、セザーロ、シェイマス、PACなど。ダイナマイト・キッドはコーナー最上段からも放った。通常は背中から落とす形で投げるが、獣神サンダー・ライガー、金丸義信、ブラック・タイガー時代のエディ・ゲレロなどは垂直落下式も使う。なお、原の初披露の前日に木村健吾が、この技を試している（後述）。
低空式ブレーンバスター
高速ブレーンバスターとも呼ばれている。英語圏ではスナップ・スープレックスと呼ばれている。通常は完全に相手が逆さまになるように抱え上げてから放つが、この抱え上げる時間をなくして、相手の体を捕まえた状態から「反り投げ」のように、ブリッジするかのごとく自分の体を後方へ反らして相手を投げつける。
ダイナマイト・キッドをはじめ、クリス・ベノワ、天山広吉、菊地毅などが使い手。
長滞空式ブレーンバスター
高速式とは反対に、相手を抱え上げた状態でしばらく静止した後に相手を投げる。基本は背面から投げ落とすタイプだが、垂直落下式でも使用されることがある。後述のリバウンド式などにも応用される。長時間抱え上げるほど客が盛り上げるが、その分掛ける側も受ける側も全身の筋力が必要。
ハーリー・レイス、リック・フレアー、アレックス・スミルノフ、カウボーイ・ボブ・オートン、デイビーボーイ・スミス、アーン・アンダーソン、クリス・キャンディード、マイク・バートン（バート・ガン）、小橋建太、齋藤彰俊、志田光などが使い手。
旋回式ブレーンバスター
相手を持ち上げた後、その場で180-360度旋回してから投げる。垂直落下式で投げる場合が多い。
垂直落下式ではリッキー・フジがローリングストーン、望月成晃がツイスター、金丸義信がタッチアウト、永田裕志がサンダー・デス・ドライバー、背面から投げる形は矢野通がナイトキャップの名前で使用している。
リバウンド式ブレーンバスター
英語圏ではスリングショット・スープレックスと呼ばれている。ブレーンバスターの要領で持ち上げるが、後ろへは投げず前方のロープに相手の腹部を叩き付け、その後の反動を利用してそのまま反り投げ式で投げる。タリー・ブランチャード、齋藤彰俊が使い手として有名。齋藤は滞空時間が長いのが特徴。
ロコモーション式ブレーンバスター
連続式、起き上がり小坊師式とも呼ばれている。投げた後、相手の体を捕まえたまま自分の体を横に捻りながら立ち上がり、再びブレーンバスターに移行する。
前方叩きつけ式ブレーンバスター
前方投げっ放し式、前方投げ捨て式、ホイップ式、ブレーンバスター・スラムとも呼ばれている。ブレーンバスターの体勢から、前方に向かって相手を投げ落とし、背面から叩き付ける。
ブルーザー・ブロディ、ジャンボ鶴田、田上明などが使い手。ブロディは大きく跳躍しながらダイナミックに繰り出したのが特徴で、ゴールドバーグが、この技をヒントにジャック・ハマー（後述）を考案したと言われている。
スリー・アミーゴス
3回連続での連続式高速ブレーンバスター。投げた後、自分の腰を上げ横に捻り、次の投げの体勢へ移行する。
エディ・ゲレロ、田口隆祐、りほの得意技。
Brainbustaaaaahhhhh!!!!!
エル・ジェネリコのオリジナル技。雪崩式ブレーンバスターの体勢からマットでなくコーナーポストの頂点、もしくはトップロープへ垂直に落とす。ジェネリコはこの他にも、エプロンサイドへ垂直に落とす「Brainbustaaaaahhhhh at apron」という技も使用する。

## 派生技
リバース・ブレーンバスター
背後から相手を仰向けにのけ反らせ、相手の首を脇に抱えるように組み付き（立った状態でのドラゴン・スリーパー・ホールドのような形）、そこからブレーンバスターと同じ体勢で相手のタイツを片腕で掴んで持ち上げ、そのまま後方へ投げて、前面から相手を叩きつける。エル・サムライの得意技で、ここ一番では垂直落下式、雪崩式を使用している（ただし、垂直落下式の場合は「リバースDDT」と呼んでいる）。
ジャック・ハマー
ブレーンバスターの体勢で抱え上げ、パワースラムやアバランシュ・ホールドのように自分の体を相手に浴びせるようにして、体重をのせながら相手を背面から叩きつける。ジャガー横田が考案し、ゴールドバーグのフィニッシャーとして知られた。前述のブレーンバスター・スラムが原型とされる。
他にもGammaがガンマ・スラッシュ、ブルー・ウルフがモンゴル・ハマー、浜亮太がリョータ・ハマーとして使用している。
ライス・シャワー
ブレーンバスターの体勢で相手を抱え上げ、相手の首をつかんだまま自らは尻餅をつき、同時に相手の体を肩を支点に後方へ反転させ、尻餅の衝撃で相手の後頭部辺りを肩へ打ち付ける。いわばブレーンバスターからネックブリーカーへ移行する複合技である。肩に負担がかかるため、完全な形で成功させるのは難しいが、成功すれば相手の首に大きなダメージを与えられる。
朝日放送『探偵!ナイトスクープ』の中で依頼者（依頼者が米屋の店員だったため、それに因んだ技名を依頼者が考えた）が考案した。完成した暁には小橋建太が実際に試合で使用する予定だが、上記の通り非常に高難度の技であり小橋本人も番組内で「充分な練習が必要」と語っている。
ゴー・フラッシャー
潮崎豪のオリジナル技。
ブレーンバスターの体勢で相手を抱え上げ、前方へ放り投げて、ネックブリーカー・ドロップの様にして体重を浴びせながらマットへ背中から叩き落とす。

## 類似技
フロント・ネックチャンスリー・ドロップ
フロント・ネックロックの体勢から、相手を後方へ反り投げる技。日本ではサンダー・ザボーが初公開し、後にアントニオ猪木もアントニオ・ドライバーの名称で使用。ブレーンバスターは、レスリングの基本的な投げ技として知られるこの技からの派生技とする説があるが、開発者であるキラー・カール・コックス本人が否定している。
フィッシャーマンズ・スープレックス
ブレーンバスターホールドを放つ際、相手の片脚の膝裏から脹脛の辺りを抱えて投げる。主な使い手は小林邦昭。若手レスラーがフィニッシュとして使うことも多い。カート・ヘニングはWWF時代、自分のギミックをもじってパーフェクト・プレックスの名称で使用。
フィッシャーマンズ・バスター
獣神サンダー・ライガーが考案した投げっ放し式フィッシャーマンズ・スープレックス。ライガーは相手や場面によって落とす角度を調整しており、ここ一番では垂直落下式、雪崩式を使用している。
スタガリン・ブロー
ブレーンバスターの体勢から、右手で相手の右足の膝裏をすくうように四の字型にロックし抱え上げてから落とす、変形のフィッシャーマンズ・バスター。井上亘のオリジナルホールド。
ゴード・バスター
ブレーンバスターの体勢から、前方へ倒れ込み、相手を前面から叩きつける。ちなみに、フェイス・バスターはブレーンバスターの体勢から仕掛ける形の他に、パイルドライバーの体勢からかける形のものもある。
リッキー・マルビンがプリドゥーラクの名称で使用。
垂直落下式DDT
橋本真也の得意技として有名な技。フォームは垂直落下式ブレーンバスターと酷似しているが、落とす際のステップが異なり、垂直落下式ブレーンバスターとは区別されている。

## 追記
- ハーリー・レイスは自身の試合前にブレーンバスターが使われることを嫌がり、「自分以外、ブレーンバスターの使用禁止」とするよう全日本プロレスに訴えたことがあった。ダイナマイト・キッドはブレーンバスターに加え、レイスが大一番の時に使用していたダイビング・ヘッドバットも得意技としていたことから、同時期に全日本プロレスで活躍していたレスラーの中でも特に影響を被ったという。プロレス界では古くから「トップレスラーと同じフィニッシュ・ホールドは使わない」という暗黙の了解が存在していたとされているが、この一件は、その極端な例の1つとして伝えられている。
- ジョニー・バレンタインやブラックジャック・ランザも「ブレーンバスター」と呼ばれる技を使用していたが、バレンタインの技はエルボー・スタンプ、ランザの技は拳によるブレーン・ドリルであり、この項で述べられる投げ技のブレーンバスターとは別の技である。
- 1981年4月17日、東京スポーツに阿修羅・原が雪崩式ブレーンバスターの公開練習をしている記事が出ているのを目にした木村健吾（のちの木村健悟）は新日本プロレスの鹿児島県立体育館大会において、見よう見まねで藤波辰巳に雪崩式ブレーンバスターを仕掛けようとしたが空中で藤波に切り返されて、そのままフォール負けを喫して失敗に終わった[3]。4月18日、原は国際プロレスの後楽園ホール大会において、スティーブ・オルソノスキーに雪崩式ブレーンバスターを成功させて正真正銘の初披露になった。
- 2002年から2003年の闘龍門JAPANの3WAY6人タッグマッチではセコンドやレフェリーも巻き込んで総勢10人以上のレスラーが合体低空式ブレーンバスターの掛け合いを行い、「世界一長いブレーンバスター」と呼ばれていた。毎回、ドン・フジイが誤ってパートナーのCIMAらとは反対側から組んで投げられるのがオチであった。この世界一長いブレーンバスターはDRAGONGATEで行われることがある。
- テレビゲーム『ファイヤープロレスリング』シリーズの一部作品にはキラー・カール・コックスやディック・マードックが用いた独特のモーションを再現した「元祖ブレーンバスター」が登場している。
- 漫画『ろくでなしBLUES』の主人公である前田太尊が新入生の海老原昌利から学校の体育館でタイマン勝負を受けた際、最後に勝負を決めたのが太尊が繰り出した「元祖ブレーンバスター」だった。勝負後に海老原から「変な形のブレーンバスターっすね…」と呟かれたが、太尊は「マードックを真似しただけだ」と返している。
- LUNA SEAのJは楽曲『ROSIER』の間奏で英語詞で歌うところがあり、ライブでは、その部分を歌った後、マイクスタンドにブレーンバスターを仕掛けていた。